# Operator kamery

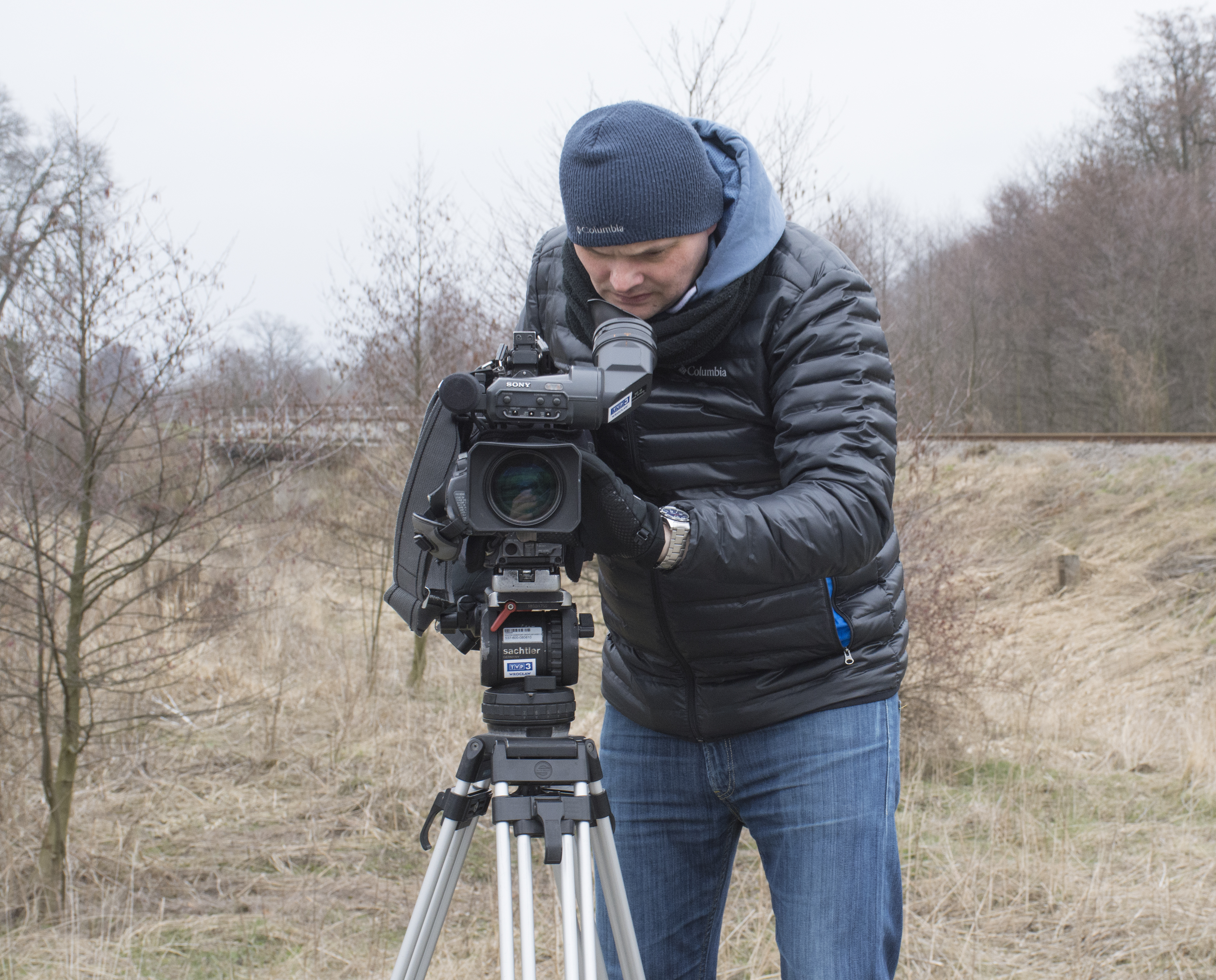
Operator kamery w czasie pracy

Operator kamery, drugi operator, potocznie szwenkier (od szwenk) lub kamerzysta – najbliższy współpracownik operatora filmowego, pod jego kierownictwem własnoręcznie obsługujący kamerę.